# Dieter Grunow
Dieter Grunow (* 20. November 1944 in Papitz) ist ein deutscher Soziologe und emeritierter Professor für Politikwissenschaft und Verwaltungswissenschaft an der Universität Duisburg-Essen. Er leitet die Forschungsgruppe Systemanalyse für Verwaltung und Politik und ist Vorstandsmitglied des Instituts für Arbeit und Qualifikation.
Seine Arbeitsschwerpunkte sind empirische Verwaltungsforschung, Evaluationsforschung, Bürgernähe der öffentlichen Verwaltung, Sozial- und Gesundheitspolitik sowie Umweltpolitik. Er ist Berater zahlreicher Kommunalverwaltungen und mehrfacher Buchautor.

## Werdegang
Von 1966 bis 1971 studierte Grunow Soziologie, Ökonomie, Politologie und Germanistik an der Universität Tübingen, in Jackson (USA) und in Münster. 1971 wurde er wissenschaftlicher Mitarbeiter an der Universität Bielefeld und dissertierte 1975 zum Thema Alltagskontakte mit der Verwaltung. Als Leiter von Forschungsprojekten zur empirischen Verwaltungsforschung und Gesundheitspolitik habilitierte er sich 1983 ebendort mit der Schrift Entbürokratisierung im Wohlfahrtsstaat.
Nach kurzem Forschungsaufenthalt in den USA war er 1980/81 Gastprofessor an der GHS Kassel und danach Research Fellow am Zentrum für Interdisziplinäre Forschung der Universität Bielefeld zum Programm „Guidance, Control and Evaluation in the Public Sector“. Ab 1984 wirkte er in Kassel als Professor für Verwaltungswissenschaft und Verwaltungsökonomie und wurde 1986 an die Universität Duisburg berufen. Als Mitglied des Rhein-Ruhr-Instituts für Sozialforschung und Politikberatung wurde er 2006 dessen geschäftsführender Direktor.
Seit 2007 ist er Vorstandsmitglied im Institut für Arbeit und Qualifikation in der Uni Duisburg-Essen und seit 2009 am Konfuzius-Institut Duisburg und wurde im März 2010 emeritiert.
In der Selbstverwaltung der Uni Duisburg-Essen war er mehrfach Mitglied des Fakultätsrates und stellvertretender Dekan, sowie 1999–2000 Prorektor für Planung und Finanzen. Als Berater wirkt er u. a. für Gemeinden, die Kommunale Gemeinschaftsstelle für Verwaltungsmanagement, das Finanzministerium des Landes Nordrhein-Westfalen und einige Bundesministerien.
Grunows Publikationen betreffen hauptsächlich die Gebiete empirische Verwaltungsforschung, Bürgernähe der öffentlichen Verwaltung; Implementations- und Evaluationsforschung, Sozial- und Gesundheitspolitik, Umweltpolitik und Modernisierungsforschung.